# Antonio de León Cubillo Ferreira
Antonio de León Cubillo Ferreira (San Cristóbal de La Laguna, 3 de juliol de 1930 - Santa Cruz de Tenerife, 10 de desembre de 2012) va ser un polític i advocat canari. Va ser una de les figures més importants de l'independentisme canari i a conseqüència del seu activisme fou víctima d'un atemptat que li causà diverses lesions per part de l'Estat espanyol. Va ser fundador de l'MPAIAC i de les F.A.G. (Forces Armades Guanxes), una organització armada que lluitava per la independència de les Illes Canàries.

## Biografia

### Inicis
Fill d'una mestra d'escola, visqué durant la seva infància en el barri de Buen Paso, a Icod de los Vinos. En els anys 50 participa en les protestes estudiantils antifranquistes a la Universitat de La Laguna. Es col·legia com a advocat el 1956, formant un dels primers despatxos d'advocats laboralistes d'Espanya. Participa com a advocat en la defensa de diferents sectors obrers que en aquests moments estaven vivint una sèrie de conflictes, com les lleteres, portuaris i forners. El 1960, després d'haver conformat el Moviment Autonomista Canari, entra en contacte amb Canarias Libre, organització nacionalista vinculada amb alguns sectors del Partit Comunista d'Espanya a Canàries. La majoria dels membres de Canarias Libre són detinguts, però Antonio Cubillo pot fugir, i acudeix a reunir-se amb el llavors secretari general del PCE en la clandestinitat, Santiago Carrillo, per a debatre la creació d'un Partit Comunista de Canàries independent del Partit Comunista d'Espanya. Després de l'enfrontament amb Carrillo, Cubillo es desvincula totalment del PCE.

### Exili a Algèria i fundació del MPAIAC

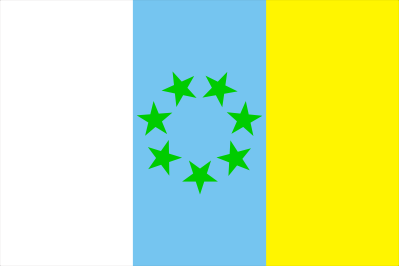
La "bandera tricolor canària", la creació de la qual s'atribueix a Cubillo. El disseny està basat en la bandera creada per Canarias Libre.

El 1960, Cubillo decideix exiliar-se per motius poc clars, traslladant-se primer a París, i després a Alger el 1963, on obté una plaça de professor de llengua castellana. A la capital francesa l'exespia dels serveis d'informació del franquisme, Luis Manuel González-Mata afirma que el va reclutar per introduir-lo en el govern republicà en l'exili com a representant del moviment autonomista canari. En l'edició francesa del llibre González-Mata afirma "En realitat aquest Cubillo actuava per a mi sense conèixer-me, manipulat per un "officier traitant" dels serveis secrets espanyols que li transmetien les meves ordres i em donaven les seves informacions".
El 1964 va fundar l'organització independentista Moviment per l'Autodeterminació i Independència de l'Arxipèlag Canari (MPAIAC), de la qual es convertiria en el seu màxim dirigent. Creà també la bandera tricolor amb set estrelles verdes com a bandera de la "lluita per la independència de Canàries i el socialisme". El MPAIAC opta estratègicament per una línia africanista, recorrent a l'exaltació dels antics aborígens de Canàries. Amb això va arribar a aconseguir el suport d'un Comitè d'Alliberament ad hoc de l'extinta Organització de la Unitat Africana dirigit per Algèria, que en una reunió secreta va declarar a les illes com geogràficament «africanes» el 1968.
El 1975 el MPAIAC va aconseguir l'emissora de ràdio "La Voz de Canarias Libre", per emetre's en territori canari. Per a això comptava amb l'ajuda del Govern algerià, que podia així afavorir els seus interessos expansionistes a la zona aprofitant la crisi del Sahara Occidental. L'emissora tancarà el 1978, després de la visita d'una delegació de la Junta Democràtica d'Espanya i per pressions de la diplomàcia espanyola.

## Accions armades
El 1976, després de la mort de Bartolomé García Lorenzo a mans de la policia espanyola, el MPAIAC creà les Fuerzas Armadas Guanches i emprengué la lluita armada. Un d'aquests actes va consistir en l'explosió d'una bomba en l'Aeroport de Gando, provocant ferides a una dependenta i amenaçant amb més explosions. A causa d'això, el Govern espanyol decideix desviar tots els vols que anaven a Gran Canària cap a l'Aeroport de Los Rodeos. Aquest dia es produiria l'accident aeri de 1977, on van morir 583 persones. Aquest va ser l'accident aeri més greu de la història de l'aviació. Les causes d'aquest succés van ser atribuïdes a les males condicions metereològiques i a una fallada humana, no obstant això, sense l'atemptat del MPAIAC, el tràfic aeri a Los Rodeos no hagués estat tan intens i l'accident no s'hauria produït.
El 23 de febrer de 1978, les FAG col·loquen a la Universitat de la Laguna un artefacte explosiu. Durant l'intent de desactivació mor un agent dels TEDAX. L'artefacte estava compost per una caixa de sabates, embolicada en plàstic i dipositada sobre una finestra, contenint en el seu interior 2 quilos de material explosiu i un sistema d'activació per temporitzador mecànic.
En abril de 1978 Cubillo serà víctima d'un intent d'assassinat a ganivetades que se li imputarà a les forces policials espanyoles i al seu llavors ministre de la Governació, Rodolfo Martín Villa, demostrat posteriorment el 1990. Cubillo sobreviu, i des de llavors necessitarà servir-se de crosses. Els sicaris eren Juan Antonio Alfonso i José Luis Cortés a les ordres en la distància de José Luis Espinosa.
Per llavors, els governs de Marroc i Mauritània li havien retirat ja el seu suport i només mantenia els d'Algèria, Líbia, Benín, Guinea Equatorial, Tanzània i Zàmbia. Amb tot, pretenia el suport algerià per presentar-se a l'ONU i explicar el que ell considerava "el problema colonial canari".

### Expulsió del MPAIAC i retorn a Canàries
El 1979 el MPAIAC renuncià a la lluita armada. Un sector d'aquest grup expulsà el seu fundador i secretari general adduint suposades actituds dirigents i "cabdillistes" d'Antonio Cubillo.
El 1985 Cubillo, ja sense suports internacionals, tornà a Canàries des del seu exili a Alger, després de pactar amb el govern de Felipe González el seu retorn, jurant la Constitució espanyola i fundà el partit polític Congrés Nacional de Canàries (CNC), del qual va ser el principal dirigent i cap visible. El CNC va ser un partit minoritari, tenint només certa presència destacable a l'illa de Lanzarote.
Dins del CNC es produiran també dissensions pel repartiment de 500 dòlars i posteriors ajudes econòmiques que suposadament van ser a comptes particulars a França i haurien acabat amb intents d'agressió entre els seus membres.
Després del fracàs de la Coalició Canàries per la Independència (formada pel CNC i el FREPIC-AWAÑAK) a les eleccions municipals espanyoles de 1991, el CNC va caure en picat, tenint en l'actualitat una presència merament testimonial.

### Indemnització del Govern espanyol i últims anys
El 2003 l'Audiència Nacional condemnà l'Estat Espanyol a pagar una indemnització de 150.000 euros a Antonio Cubillo per l'atemptat que aquest va sofrir el 1978. Antonio Cubillo va continuar exercint com a advocat. Ha estat autor de diversos llibres sobre lingüística guanche, entre ells Nuevo análisis de algunas palabras guanches; també té editats, ara com ara, dos volums de les seves memòries titulats Trópico gris. Semimemorias.
En 2007, Antonio Cubillo va tornar a l'actualitat, en publicar un avantprojecte de Constitució de la República Federal Canària en el diari de Tenerife El Día en la qual, entre altres coses, propugna que l'amazic seria idioma oficial al costat del castellà, l'àrab i el francès, que s'ensenyaria a les universitats per decret, el servei militar obligatori a partir dels 17 anys, tant per a homes com per a dones i la creació de forces regulars de defensa, les «Fuerzas Armadas Guanches». La moneda d'aquesta república federal s'anomenaria "áfrico". Les seves col·laboracions a El Día es van mantenir fins a la seva mort, en desembre de 2012.
En 2012, poc abans de la seva mort, va anunciar la seva intenció de sabotejar la Volta a Espanya com va fer el 1988.
Va morir en la matinada del 10 de desembre de 2012, als 82 anys, a la seva casa de Santa Cruz de Tenerife a causa de problemes de salut.